# ساکاری سلمینن
ساکاری سلمینن (انگلیسی: Sakari Salminen؛ زادهٔ ۳۱ مهٔ ۱۹۸۸) بازیکن هاکی روی یخ اهل فنلاند است.